# Refuge de Perafita
Le refuge de Perafita est un refuge d'Andorre situé dans la paroisse d'Escaldes-Engordany à une altitude de 2 198 ou 2 200 m,.

## Randonnée
Inauguré en 1991 et propriété du Govern d'Andorra,, le refuge est non gardé et ouvert toute l'année,. Il possède une capacité d'accueil de 6 personnes,.
Le refuge se trouve dans la vallée du Madriu-Perafita-Claror, classée au patrimoine mondial de l'UNESCO. Il est desservi par le GR 11 qui permet de rejoindre l'Espagne. Le refuge est situé à proximité de l'estany de la Nou (500 m au sud) et des estanys de Perafita (un peu plus de 1 km au sud-est).

Carte des principaux chemins de randonnée et refuges d'Andorre.
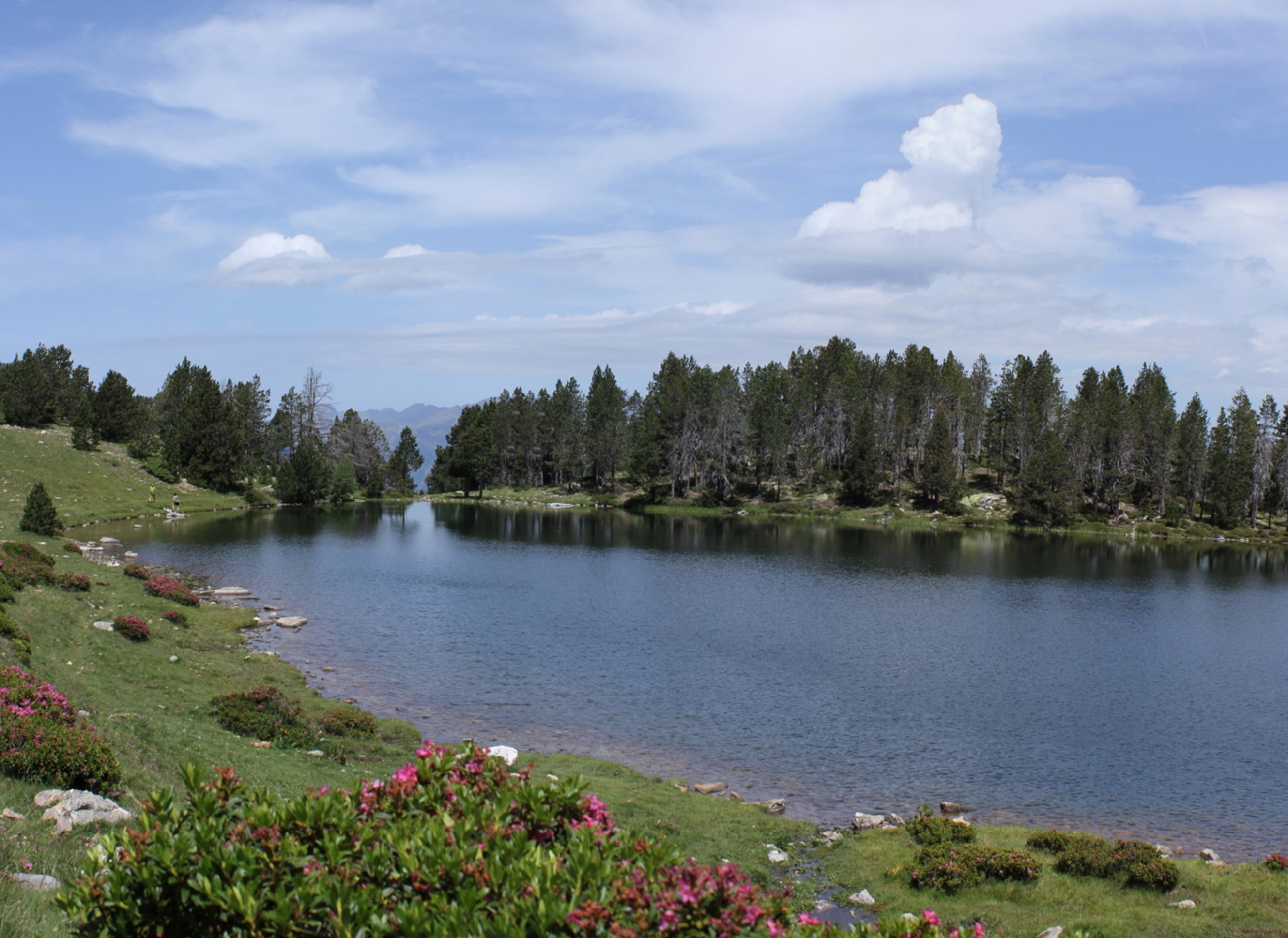
L'estany de la Nou.

## Toponymie
Le toponyme Perafita est formé de l'accollement de pera et fita. Pera provient du latin petra (« pierre ») et constitue une forme archaïque du catalan pedra tandis que fita signifie en catalan « borne ». Il s'agit donc d'une pierre marquant une limite, dans ce cas celle entre l'Andorre et l'Alt Urgell.